# Кістяк (множина точок)

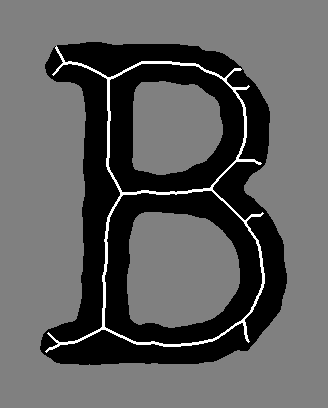
Фігура і її скелет, обчислюється за допомогою алгоритму стискання зі збереженням топології.

В аналізі форми кістяк (або топологічний кістяк, англ. Topological skeleton) форми — це тонка версія тієї форми, яка рівновіддалена від її границь. В кістяку зазвичай підкреслюються геометричні і топологічні властивості форми, такі як зв'язність, топологія, довжина, ширина та напрямок. Разом з відстанню його точок до границі форми, кістяк може також служити представленням форми (вони містять всю інформацію, необхідну для відновлення форми).
Кістяки мають кілька різних математичних визначень в технічній літературі, і існує багато різних алгоритмів їх обчислення. Також можна знайти різні варіанти кістяка, включаючи прямий кістяк, морфологічний кістяк і т. д.
У технічній літературі поняття каркаса (кістяка) і серединної осі використовуються деякими авторами як взаємозамінні, в той час як деякі інші автори розглядають їх як пов'язані, але не однакові. Аналогічно, поняття виокремлення кістяка і стоншення, вважаються одними дослідниками як ідентичні, деякими — як різні.
Скелети широко використовуються в комп'ютерному зорі, аналізі зображень, розпізнаванні образів і цифровій обробці зображень для таких цілей, як оптичне розпізнавання символів, розпізнавання відбитків пальців, візуальний контроль або стиснення. В біології кістяки знайшли широке застосування для характеристики згортання білків і морфології рослин на різних біологічних рівнях.

## Математичне визначення
Кістяки мають кілька різних математичних визначень в технічній літературі; Більшість з них призводять до аналогічних результатів в неперервних просторах, але зазвичай дають різні результати в дискретних просторах.

### Втамування точок моделі поширення вогню
У своїй оригінальній роботі Гаррі Блум з дослідницьких лабораторій ВПС Кембриджа на ВПБ у Ганскомі в Бедфорді, штат Массачусетс, визначив серединну вісь для обчислення кістяка з використанням інтуїтивної моделі поширення вогню на трав'яному полі, де поле має вигляд заданої форми. Якщо хтось «підпалює» вогонь у всіх точках на кордоні цього поля трави в один момент, то кістяк являє собою множину точок гасіння, тобто, це ті точки, де зустрічаються два або більше фронтів розповсюдження вогню. Цей інтуїтивний опис є відправною точкою для ряду більш точних визначень.

### Центри максимальних дисків (або куль)
Круг (або куля) B називається максимальною у множині A, якщо:
- {\displaystyle B\subseteq A}, та
- якщо інший диск D містить B, то {\displaystyle D\not \subseteq A}.

Один із способів визначення кістяка форми A — це множина центрів всіх максимальних дисків в A.

### Центри кіл з двома точками дотику
кістяк форми A також може бути визначений як множина центрів кіл, які є дотичними до межі A в двох або більше точках. Це визначення гарантує, що точки кістяка рівновіддалені від межі форми і математично еквівалентні перетворенню серединної осі Блума.

### Кряж дистанційної функції
У багатьох визначеннях кістяка використовується концепція функції відстані, яка є функцією, що повертає для кожної точки x всередині форми A відстань від неї до найближчої точки на межі A. Використання функції відстані дуже привабливо, оскільки її обчислення є швидким.
Одне з визначень кістяка, що використовує функцію відстані, — це кряжі функції відстані. У літературі є поширене помилкове твердження про те, що кістяк складається з точок, «локально максимальних» в перетворенні відстаней. Це не так, що покаже навіть побіжне порівняння перетворення відстані і результуючого кістяка.

### Інші визначення
- Точки без висхідних відрізків у функції відстані. Висхідний відрізок у точці x — це відрізок, що починається в x, який йде у напрямку шляха максимального градієнта.
- Точки, в яких градієнт функції відстані відрізняється від 1 (або, що еквівалентно, не визначений).
- Мінімально можливий набір ліній, які зберігають топологію і рівновіддалені від межі форми.

## Алгоритми скелетування
Існує безліч різних алгоритмів обчислення кістяка для фігур в цифрових зображеннях, а також у неперервних множинах.
- Використання морфологічних операторів (див. морфологічний кістяк[en][13])
- Доповнення морфологічних операторів спрощенням[en] за формою[14]
- Використання перетину відстаней від частин межі[15]
- Використання еволюти кривої[16][17]
- Використання множин рівня[8]
- Пошук точок кряжів дистанційній функції[6]
- «Відшаровування» форми без зміни топології до збігання[18]

Алгоритми побудови кістяка іноді можуть створювати небажані гілки на вихідних скелетах. Спрощення часто використовують для видалення цих гілок.

## Вільне ПЗ
- ITK [Архівовано 18 серпня 2018 у Wayback Machine.] (C++)
- Skeletonize3D [Архівовано 19 серпня 2018 у Wayback Machine.] (Java)
- Graphics gems IV (C)
- EVG-Thin [Архівовано 30 серпня 2017 у Wayback Machine.] (C++)

## Додаткові посилання
- Skeletonization/Medial Axis Transform [Архівовано 5 серпня 2018 у Wayback Machine.]
- Skeletons of a region [Архівовано 14 серпня 2018 у Wayback Machine.]
- Skeletons in Digital image processing (pdf)
- Comparison of 15 line thinning algorithms
- Skeletonization using Level Set Methods
- Curve Skeletons
- Skeletons from laser scanned point clouds (Homepage)